# Campeonato Mundial de Halterofilismo de 1985
O Campeonato Mundial de Halterofilismo de 1985 foi a 59ª edição do campeonato organizado pela Federação Internacional de Halterofilismo (FIH) em Södertälje, na Suécia entre 23 de agosto a 1 de setembro de 1985. Foram disputadas dez categorias com a presença de 185 halterofilistas de 38 nacionalidades.

## Medalhistas
| Evento    | Ouro                                                                                        | Ouro     | Prata                                              | Prata    | Bronze                                 | Bronze   |
| 52 kg     | 52 kg                                                                                       | 52 kg    | 52 kg                                              | 52 kg    | 52 kg                                  | 52 kg    |
| --------- | ------------------------------------------------------------------------------------------- | -------- | -------------------------------------------------- | -------- | -------------------------------------- | -------- |
| Arranque  | Sevdalin Marinov · Bulgária                                                                 | 112,5 kg | Lyu Jun-sik · Coreia do Norte                      | 110,0 kg | Tadeusz Golik · Polónia                | 110,0 kg |
| Arremesso | Sevdalin Marinov · Bulgária                                                                 | 140,0 kg | Zeng Guoqiang · China                              | 135,0 kg | Wang Huanbing · China                  | 135,0 kg |
| Total     | Sevdalin Marinov · Bulgária                                                                 | 252,5 kg | Zeng Guoqiang · China                              | 242,5 kg | Bernard Piekorz · Polónia              | 237,5 kg |
| 56 kg     |                                                                                             |          |                                                    |          |                                        |          |
| Arranque  | Neno Terziyski · Bulgária                                                                   | 122,5 kg | Oksen Mirzoyan · União Soviética                   | 122,5 kg | He Yingqiang · China                   | 120,0 kg |
| Arremesso | Neno Terziyski · Bulgária                                                                   | 157,5 kg | Oksen Mirzoyan · União Soviética                   | 157,5 kg | He Yingqiang · China                   | 150,0 kg |
| Total     | Neno Terziyski · Bulgária                                                                   | 280,0 kg | Oksen Mirzoyan · União Soviética                   | 280,0 kg | He Yingqiang · China                   | 270,0 kg |
| 60 kg     |                                                                                             |          |                                                    |          |                                        |          |
| Arranque  | Naum Shalamanov · Bulgária                                                                  | 143,0 kg | Yurik Sarkisyan · União Soviética                  | 137,5 kg | Andreas Letz · Alemanha Oriental       | 127,5 kg |
| Arremesso | Naum Shalamanov · Bulgária                                                                  | 180,0 kg | Yurik Sarkisyan · União Soviética                  | 170,0 kg | Andreas Letz · Alemanha Oriental       | 165,0 kg |
| Total     | Naum Shalamanov · Bulgária                                                                  | 322,5 kg | Yurik Sarkisyan · União Soviética                  | 307,5 kg | Andreas Letz · Alemanha Oriental       | 292,5 kg |
| 67,5 kg   |                                                                                             |          |                                                    |          |                                        |          |
| Arranque  | Veselin Galabarov · Bulgária                                                                | 150,0 kg | Mikhail Petrov · BulgáriaJouni Grönman · Finlândia | 145,0 kg | Prata compartilhada                    |          |
| Arremesso | Mikhail Petrov · Bulgária                                                                   | 190,0 kg | Veselin Galabarov · Bulgária                       | 180,0 kg | Yao Jingyuan · China                   | 175,0 kg |
| Total     | Mikhail Petrov · Bulgária                                                                   | 335,0 kg | Veselin Galabarov · Bulgária                       | 330,0 kg | Yao Jingyuan · China                   | 315,0 kg |
| 75 kg     |                                                                                             |          |                                                    |          |                                        |          |
| Arranque  | Andrei Socaci · Roménia                                                                     | 160,0 kg | Aleksandar Varbanov · Bulgária                     | 160,0 kg | Mincho Pashov · Bulgária               | 160,0 kg |
| Arremesso | Aleksandar Varbanov · Bulgária                                                              | 211,5 kg | Mincho Pashov · Bulgária                           | 197,5 kg | Andrei Socaci · Roménia                | 195,0 kg |
| Total     | Aleksandar Varbanov · Bulgária                                                              | 370,0 kg | Mincho Pashov · Bulgária                           | 357,5 kg | Andrei Socaci · Roménia                | 355,0 kg |
| 82,5 kg   |                                                                                             |          |                                                    |          |                                        |          |
| Arranque  | Yurik Vardanyan · União Soviética                                                           | 177,5 kg | Asen Zlatev · Bulgária                             | 177,5 kg | László Király · Hungria                | 170,0 kg |
| Arremesso | Yurik Vardanyan · União Soviética                                                           | 220,0 kg | Asen Zlatev · Bulgária                             | 215,0 kg | László Király · Hungria                | 205,0 kg |
| Total     | Yurik Vardanyan · União Soviética                                                           | 397,5 kg | Asen Zlatev · Bulgária                             | 392,5 kg | László Király · Hungria                | 375,0 kg |
| 90 kg     |                                                                                             |          |                                                    |          |                                        |          |
| Arranque  | Zoltán Balázsfi · HungriaAnatoly Khrapaty · União SoviéticaViktor Solodov · União Soviética | 177,5 kg | Ouro compartilhado                                 |          | Ouro compartilhado                     |          |
| Arremesso | Anatoly Khrapaty · União SoviéticaViktor Solodov · União Soviética                          | 217,5 kg | Ouro compartilhado                                 |          | Piotr Krukowski · Polónia              | 207,5 kg |
| Total     | Anatoly Khrapaty · União SoviéticaViktor Solodov · União Soviética                          | 395,0 kg | Ouro compartilhado                                 |          | Piotr Krukowski · Polónia              | 385,0 kg |
| 100 kg    |                                                                                             |          |                                                    |          |                                        |          |
| Arranque  | Andor Szanyi · Hungria                                                                      | 185,0 kg | Nicu Vlad · Roménia                                | 185,0 kg | Pavel Kuznetsov · União Soviética      | 185,0 kg |
| Arremesso | Andor Szanyi · Hungria                                                                      | 230,0 kg | René Wyßuwa · Alemanha Oriental                    | 225,0 kg | Pavel Kuznetsov · União Soviética      | 222,5 kg |
| Total     | Andor Szanyi · Hungria                                                                      | 415,0 kg | Pavel Kuznetsov · União Soviética                  | 407,5 kg | Nicu Vlad · Roménia                    | 405,0 kg |
| 110 kg    |                                                                                             |          |                                                    |          |                                        |          |
| Arranque  | Yury Zakharevich · União Soviética                                                          | 190,0 kg | Norberto Oberburger · Itália                       | 180,0 kg | Miloš Čiernik · Tchecoslováquia        | 175,0 kg |
| Arremesso | Yury Zakharevich · União Soviética                                                          | 232,5 kg | Miloš Čiernik · Tchecoslováquia                    | 222,5 kg | Norberto Oberburger · Itália           | 217,5 kg |
| Total     | Yury Zakharevich · União Soviética                                                          | 422,5 kg | Miloš Čiernik · Tchecoslováquia                    | 397,5 kg | Norberto Oberburger · Itália           | 397,5 kg |
| +110 kg   |                                                                                             |          |                                                    |          |                                        |          |
| Arranque  | Antonio Krastev · Bulgária                                                                  | 202,5 kg | Aleksandr Gunyashev · União Soviética              | 195,0 kg | Leonid Taranenko · União Soviética     | 185,0 kg |
| Arremesso | Senno Salzwedel · Alemanha Oriental                                                         | 237,5 kg | Aleksandr Gunyashev · União Soviética              | 237,5 kg | Manfred Nerlinger · Alemanha Ocidental | 237,5 kg |
| Total     | Antonio Krastev · Bulgária                                                                  | 437,5 kg | Aleksandr Gunyashev · União Soviética              | 432,5 kg | Manfred Nerlinger · Alemanha Ocidental | 422,5 kg |

- — RECORDE MUNDIAL

## Quadro de medalhas
Quadro de medalhas no total combinado
| Ordem | País               | Medalha de ouro | Medalha de prata | Medalha de bronze | Total |
| ----- | ------------------ | --------------- | ---------------- | ----------------- | ----- |
| 1     | Bulgária           | 6               | 3                | 0                 | 9     |
| 2     | União Soviética    | 4               | 4                | 0                 | 8     |
| 3     | Hungria            | 1               | 0                | 1                 | 2     |
| 4     | China              | 0               | 1                | 2                 | 3     |
| 5     | Tchecoslováquia    | 0               | 1                | 0                 | 1     |
| 6     | Polónia            | 0               | 0                | 2                 | 2     |
| 6     | Roménia            | 0               | 0                | 2                 | 2     |
| 8     | Alemanha Oriental  | 0               | 0                | 1                 | 1     |
| 8     | Itália             | 0               | 0                | 1                 | 1     |
| 8     | Alemanha Ocidental | 0               | 0                | 1                 | 1     |
| Total | Total              | 11              | 9                | 10                | 30    |

Quadro de medalhas nos levantamentos + total combinado
| Ordem | País               | Medalha de ouro | Medalha de prata | Medalha de bronze | Total |
| ----- | ------------------ | --------------- | ---------------- | ----------------- | ----- |
| 1     | Bulgária           | 16              | 9                | 1                 | 26    |
| 2     | União Soviética    | 12              | 10               | 3                 | 25    |
| 3     | Hungria            | 4               | 0                | 3                 | 7     |
| 4     | Alemanha Oriental  | 1               | 1                | 3                 | 5     |
| 4     | Roménia            | 1               | 1                | 3                 | 5     |
| 6     | China              | 1               | 2                | 6                 | 8     |
| 7     | Tchecoslováquia    | 0               | 2                | 1                 | 3     |
| 8     | Itália             | 0               | 1                | 2                 | 3     |
| 9     | Finlândia          | 0               | 1                | 0                 | 1     |
| 9     | Coreia do Norte    | 0               | 1                | 0                 | 1     |
| 11    | Polónia            | 0               | 0                | 4                 | 4     |
| 12    | Alemanha Ocidental | 0               | 0                | 2                 | 2     |
| Total | Total              | 34              | 28               | 28                | 90    |